# جان رنچ
جان رنچ (انگلیسی: John Wrench; ۱۳ اکتبر ۱۹۱۱ – ۲۷ فوریهٔ ۲۰۰۹) ریاضیدان اهل ایالات متحده آمریکا بود.